# ゴマサバ
ゴマサバ（胡麻鯖、学名：Scomber australasicus）は、スズキ目サバ科に分類される魚の1種。太平洋の熱帯・亜熱帯海域に分布する海水魚で、沖合の水深50m程度までの表層で大群を作り遊泳する。
日本では食用魚として重要で、近縁のマサバ、グルクマ等と共に「サバ」と総称される。地方名としてマルサバ（各地）、ホシグロ（新潟）、ゴマ（千葉）、コモンサバ（島根）、ドンサバ（福岡）などがある。

## 特徴
成長が早く、満1歳で尾叉長20 - 28cm、満2歳で30 - 36cm程度に成長し、成魚は60cm程度。よく漁獲されるのは30 - 40cmほどである。
食性は肉食性で、動物プランクトン、小魚、イカ、頭足類など小動物を捕食する。生殖腺は1月ごろから発達しはじめ産卵期は海域によって異なり、魚釣島近海では 1 - 3月、東シナ海中部では 3 - 5月、薩南沖では 2 - 4月に多い。メスは満1歳で約40%個体が成熟し、満2歳で約70%、満3歳以上ではほとんどの個体が成熟する。 

### 分布
太平洋の暖流に面した熱帯・亜熱帯海域に広く分布し、日本付近では黒潮系暖水の影響が大きい海域(南シナ海、東シナ海)に分布するが黒潮に乗って三陸沖まで回遊する。マサバより高温を好み、日本近海でも夏に漁獲量が増える。太平洋側での主分布域は北緯36度(房総半島)以南。
東シナ海に分布する個体群は2系群に分けられる。どちらの系群も春から夏には北上し、秋から冬には越冬、産卵のために南下回遊する。 
- 東海系群：東シナ海南部域から九州西海域にかけて分布し、一部は山陰沖や薩南沖へも回遊。
- 薩南沖系群：九州西岸から薩南海域に分布し、太平洋南区のゴマサバの補給源ともなっている。

### 形態的特徴
体は前後に細長い紡錘形で、短い吻が前方に尖り、横断面は円形に近い。背面は青緑色の地にサバ類独特の黒い曲線模様が多数走り、腹面は銀白色の地に黒い小斑点がある。しかし、腹部の黒斑は未成魚では不明瞭で、成魚でもはっきりしない個体もいる。
- 体側正中線上に黒斑、体側下半部は銀白色で多数の小黒斑
- 第1背鰭棘数は12本（希に11本）
- 第1背鰭の神経間棘数は17本以上
- マサバと区別為には次の点を調べる。
  - 第1背鰭棘数は 11 - 12本。体側正中線上と体側下半部に黒斑がある。体の横断面は円形に近い……ゴマサバS.australasicus
  - 第1背鰭棘数は 9 - 10本。体側正中線上と体側下半部に黒斑がない。体の横断面は楕円形……マサバS.japonicus

厳密に区別したいときは，第1背鰭の神経間棘数（背鰭第1棘に対応したものから第2背鰭の第1条を担ったものの直前までの数）を数える。神経間棘数17本以上はゴマサバ、16本以下はマサバである。

## 利用
巻き網、定置網、火光利用さば漁業(たもすくいおよび棒受け網漁業)などの沿岸漁業で漁獲される。外洋に面した防波堤や船からの釣りでも漁獲される。ルアー釣りも行われる。
マサバより脂肪が少ないが、季節的な味の変化が少ないとされている。夏はマサバの味が落ちるがゴマサバの味は落ちず、漁獲量も増える。鯖節への利用が多いが、他にもマサバと同様に〆鯖（きずし）、鯖寿司、焼き魚、煮付け、唐揚げ、缶詰、サバ節など幅広い用途に利用される。新鮮なものは刺身でも食べられるが、傷みが早いので注意が必要である。また、アニサキスが寄生している危険もある。
高知県土佐清水市の清水サバ、鹿児島県屋久島の首折れ鯖など、各地に地域ブランドがある。